# Jan z La Rochelle
Jan z La Rochelle (również Johannes de Rupella) (ur. po 1190, zm. 8 lutego 1245 w Paryżu) – filozof, teolog.

## Wykształcenie i kariera naukowa
Ok. 1230–1231 wstąpił do zakonu franciszkanów. Wiedzę zdobywał na Uniwersytecie Paryskim (najpierw – magister artium, a później – teologii – 1236). Jego mistrzem był Aleksander z Hales. Od 1238 Jan był jego następcą na katedrze teologii.
W 1239 był w gronie osób, które opowiedziały się za usunięciem generała franciszkanów – Eliasza Bonbarone ze sprawowanej funkcji.
W 1245 był kaznodzieją na soborze lyońskim I (określony mianem: maximus praedicator).

## Poglądy i dorobek[2]
Jego stanowisko filozoficzne jest określane mianem woluntaryzmu psychologicznego.
W swojej twórczości łączył filozofię z teologią, tworząc kompilacje, ale pisane przystępnym, zwięzłym językiem. Nawiązywał do augustynizmu oraz arystotelizmu. Przyczynił się do recepcji tego ostatniego kierunku filozoficznego. Widoczne są również silne wpływy filozofii arabskiej, zwłaszcza dokonania Awicenny. Duszę definiował (pod wpływem tego ostatniego) jako prostą substancję, która jest zdolna do ożywiania ciała i wykonywania w nim różnych operacji. W przypadku sfery umysłowej duszy - jako jej władze traktował intelekt możnościowy i czynny (to wpływ Arystotelesa). Wspomniany intelekt czynny był dla niego światłem Boga obecnym w duszy (echa poglądów Augustyna).
Na początku l. 40 XIII w. współtworzył komentarz do reguły franciszkańskiej.
Silnie wpłynął na poglądy Bonawentury.

## Wybrane prace
- De arte praedicandi
- De cognitione animae separate
- De immortalitate animae sensibilis
- Summa de articulis fidei
- Summa de decem praeceptis
- Summa de virtutibus
- Summa de vitiis et peccatis